# Principautés
Pour les articles homonymes, voir Principauté et État princier.

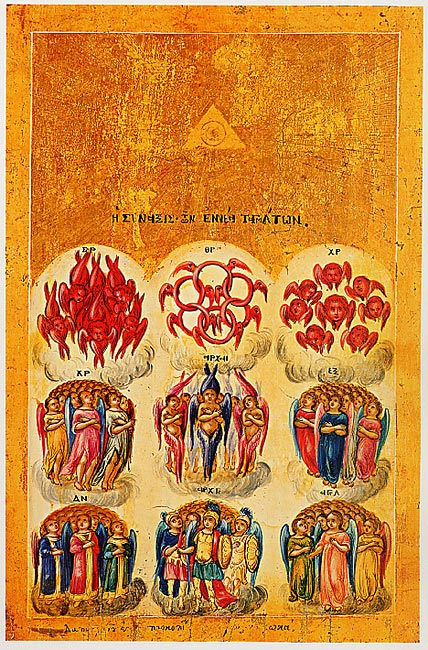
La hiérarchie céleste (Grèce, XVIIIe siècle).

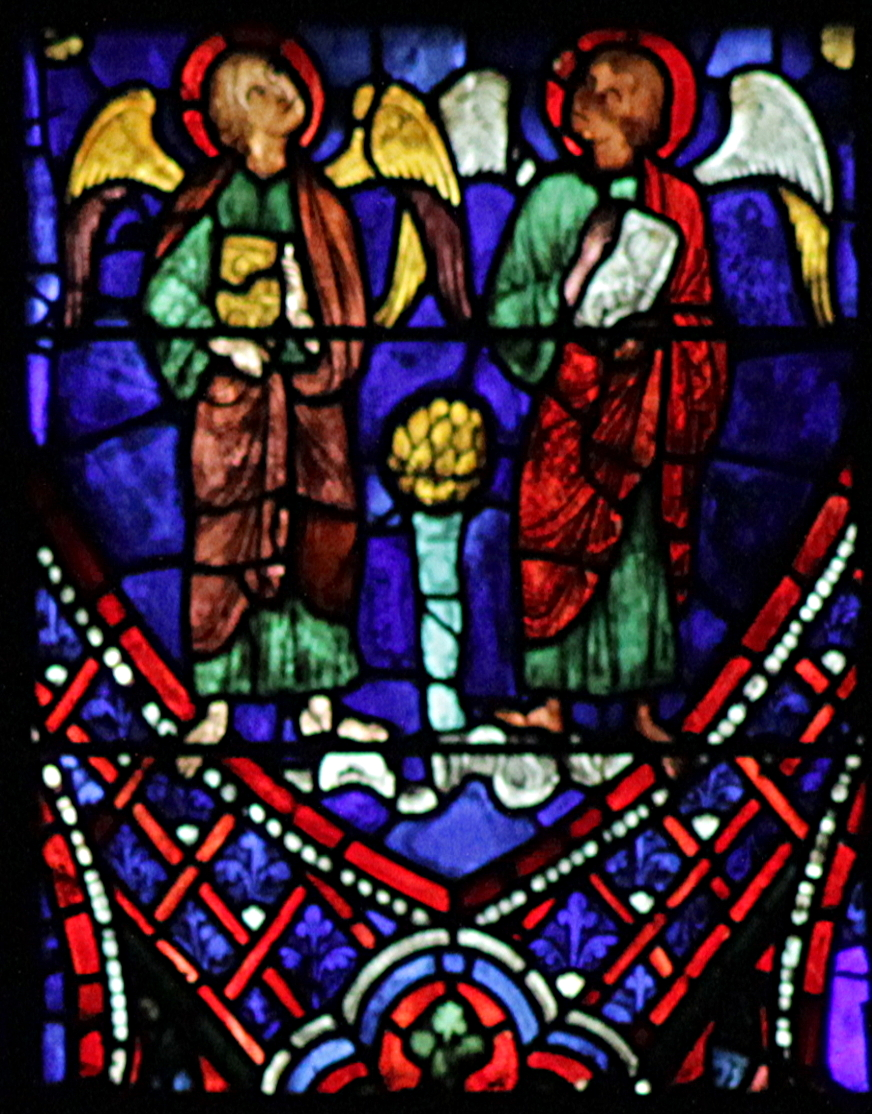
Les Principautés sur le vitrail de saint Apollinaire.

Le chœur des principautés (en latin principatus) est, dans la kabbale et le christianisme, le niveau le plus élevé dans la hiérarchie des anges : le troisième niveau du monde céleste.
| L'Un                                               |                           |
| Les Séraphins Les Chérubins Les Trônes             | HIÉRARCHIE CÉLESTE        |
| Les Dominations Les Vertus Les Puissances          | HIÉRARCHIE CÉLESTE        |
| Les Principautés Les Archanges Les Anges           | HIÉRARCHIE CÉLESTE        |
| L'Évêque Le Prêtre Le Diacre                       | HIÉRARCHIE ECCLÉSIASTIQUE |
| Les Moines Les Chrétiens baptisés Les Catéchumènes | HIÉRARCHIE ECCLÉSIASTIQUE |

Le chœur est gouverné par l'archange recteur Haniel et le  Sephiroth Netzach, sa planète est Vénus.
Ils sont les Anges gardiens de toutes les grandes communautés, telles que les villes et les nations.

## Elohim-Malkhi
Ce sont les Messagers, dirigés par l'archange Haniel :
1. Vehuel ;
2. Daniel ;
3. Hahasiah ;
4. Imamiah ;
5. Nanael ;
6. Nithael ;
7. Mebahiah ;
8. Poyel.

## Iconographie
Dans l'iconographie byzantine on reconnaît les principautés à leur armes, des haches ou des lances, à leur costume de guerrier, un lys fleuri et le sceau de Dieu.
À Chartres ils sont représentés portant l'aube, la dalmatique et l'évangéliaire.
À Milan ils tiennent dans leur main un rocher surmonté d'un château fort.